# Dany De Cubber
Dany De Cubber (19 aprile 1954) è un ex calciatore belga, di ruolo centrocampista.

## Palmarès

### Club

#### Competizioni nazionali
- Campionato belga: 3

Bruges: 1975-1976, 1976-1977, 1977-1978
- Coppa del Belgio: 1

Bruges: 1976-1977